# Mikiko Kainuma
Mikiko Kainuma (japanisch 甲斐沼 美紀子 Kainuma Mikiko, * 13. September 1950) ist eine japanische Klimawissenschaftlerin. Sie leitet die Abteilung für Climate Policy Assessment am National Institute for Environmental Studies (NIES) in Japan.

## Leben
Kainuma schloss ihr Bachelor-, Master- und Promotionsstudium in Angewandter Mathematik bzw. Physik an der Universität Kyōto ab. Sie befasst sich seit 1977 am NIES mit den Themen Luftverschmutzung und Klimawandel. Sie ist eine der Verfasserinnen des Vierten Sachstandsberichts des IPCC (2007) und des Sonderberichts 1,5 °C globale Erwärmung des IPCC.

## Wirken
Kainuma hat mit der Universität Kyoto und mehreren anderen Instituten in ganz Asien das Asiatisch-Pazifische Integrierte Modell (AIM) entwickelt. Hierbei befasste sie sich mit der Bewertung von Szenarien für die Förderung nachhaltiger Entwicklung.

## Veröffentlichungen (Auswahl)
- R. H. Moss u. a.: The next generation of scenarios for climate change research and assessment. In: Nature. Band 463, Nr. 7282, 2010, S. 747, doi:10.1038/nature08823
- M. Kainuma, Y. Matsuoka und T. Morita (Hrsg.): Climate policy assessment: Asia-Pacific integrated modeling. Springer Science & Business Media, 2011, ISBN 978-4-431-67979-0.
- D. P. Van Vuuren u. a.: The representative concentration pathways: an overview. In: Climatic Change. Band 109, Nr. 1-2, 2011, S. 5, doi:10.1007/s10584-011-0148-z